# Anisia pullata
Anisia pullata là một loài ruồi trong họ Tachinidae.